# Oreobates granulosus
Oreobates granulosus is een kikker uit de familie Strabomantidae. De soort komt voor in Peru.